# Call Me If You Get Lost
A Call Me If You Get Lost Tyler, the Creator amerikai rapper és producer hetedik stúdióalbuma, amely 2021. június 25-én jelent meg a Columbia Records kiadón keresztül. A lemez narrátora DJ Drama, és közreműködött rajta 42 Dugg, YoungBoy Never Broke Again, Ty Dolla Sign, Lil Wayne, Domo Genesis, Brent Faiyaz, Lil Uzi Vert, Pharrell Williams, Teezo Touchdown, Fana Hues és Daisy World. Ez volt Tyler első lemeze, amelynek nem egyedül ő volt a producere, egy-egy dalon dolgozott vele Jamie xx és Jay Versace is.
Az albumon Tyler elhagyta az Igor (2019) és a Flower Boy (2017) soul-központú hangzását, sokkal merészebb alapokért és nyersebb rímekért cserébe, amelyek korábbi műveire voltak jellemzők és amelyre nagy hatással volt DJ Drama Gangsta Grillz mixtape-sorozata. Stílusát tekintve a Call Me If You Get Lost hiphop, pop, dzsessz, soul és reggae.
Az albumról két kislemez jelent meg: a Lumberjack és a WusYaName, amelyek videóklipekkel együtt lettek kiadva. A Call Me If You Get Lostot méltatták a szakértők, kiemelve a kevert stílusokat, illetve az utómunka nosztalgikus hangzását. Egyes kritikusok összehasonlították az Igorral. 2021 legjobb albumai között tartották számon, több magazin is az év tíz legjobbja közé helyezte. A Billboard 200 élén debütált, Tyler sorozatban (és összesen) második listavezető albuma lett. Megnyerte a Legjobb rapalbum díjat a 2022-es Grammy-gálán, amely az előadó második győzelme volt az Igor után. 2022-ben 46. helyre került a Rolling Stone magazin Minden idők 200 legjobb hiphopalbuma listáján.

## Koncepció
Az album borítóján egy Tyler Baudelaire nevű karakter igazolványa szerepel. Egyes szakértők szerint ez utalás Charles Baudelaire francia költőre, bár az előadó kijelentette, hogy ez nem igaz, hanem a Lemony Snicket: A balszerencse áradása filmre és a Baudelaire-gyerekekre hivatkozik. Matthew Ismael Ruiz (Pitchfork) szerint: „Baudelaire, a karakter, akit Tyler játszik az albumon, újonnan talált világiasságának – és tehetetlenségének, hogy ennek a kifinomultságnak a következtében végre elérje álmai kapcsolatát – helyettesítője.” Charles Baudelaire leghíresebb művét, a Romlás virágait (1857; Les Fleurs du mal) eredetileg betiltották, amiért túl erotikus volt, magát Baudelaire-t bíróságon is elítélték miatta, „hasonlóan Tyler fejlődéséhez egy mérges tinédzserből, aki sokkértékért káromkodott, egy érzékeny szeretővé.” Luke Morgan Britton (NME) szintén összehasonlította a kettőt: „mindketten fókuszáltak a romantika és a realizmus, a luxus és a szerelem. a szépség és a halál, illetve a tehetség és botrányok közötti ellentétekre.”
Eredetileg, mikor megjelent az album borítója, sokak szerint inspirálta Ol’ Dirty Bastard 1995-ös lemeze, a Return to the 36 Chambers: The Dirty Version. Ezt a rapper később tagadta, azt nyilatkozva, hogy egyszerűen az 1900-as évek régi útlevelei voltak az inspiráció.

## Zene
Luke Morgan Britton (NME) szerint az album „Tyler folyamatosan változó stílusának mindent felölelő csúcspontja, bemutatva, hogy a növekedése nem mindenképpen lineáris és művészek képesek egyszerre több dolog lenni,” hozzátéve, hogy az album bebetonozza Tylert, mint egy „generációs tehetség, kiemelkedő formában, aki elképzelésének és kaleidoszkópikus hangzásának határait tovább feszegeti.” Alexis Petridis (The Guardian) azt mondta, hogy az album hirtelen stílusváltásai „váratlanok és kiemelkedően lenyűgözők, egy eklektikus ízléssel rendelkező előadó és a nem létező hajlandóság terméke, hogy olyan zenét készítsen, amely beleillik a mai trendekbe.” Petridis kiemelte a szintipop, soul, reggae és dzsessz elemeket a lemezen. Ludovic Hunter-Tilney (Financial Times) kiemelte a produceri munkát, példának a Lemonhead és a Massa dalokat hozva, mivel az első egy sokkal keményebb alappal rendelkező szám, amely bossa novába vált, míg az utóbbi egy fuvolára alapozott dzsessz-darab, amelyből egy leépített hiphopdal lesz.
Roisin O’Connor (The Independent) az Igorhoz hasonlította a lemezt azt írva, hogy a „produceri munka pontosan olyan sima, mint az Igoron, bár kevésbé van központi témája. Az Igor egy darabokból elsöprően összeépített kapcsolat volt. A Call Me If You Get Lost inkább játszadozik témáival, a zenére számítva, hogy végig hordozza a hallgatókat a lemezen.” Matthew Ismael Ruiz, a Pitchfork szakértője szerint Tyler „hozzáértőbb, mint bármikor azzal kapcsolatban, hogy hogyan építsen bele különböző témákat egy kohezív dalba, ahelyett hogy csak összedobálná őket.” Ruiz az utómunkáról azt írta, hogy „a keverésnél különböző kis mozzanatokkal játszadozik, a bal és jobb csatornák között ugráltatva a hangokat egy imerzív tapasztalat érdekében.” Ugyan van egy nagyon specifikus alapvető narratívája, Ruiz szerint a produceri munka meséli el inkább Tyler eddigi pályafutásának a történetét: post-Thundercat R&B, egy Gravediggaz horrorcore-hangminta és egy Salaam Remi-dal, amely Kendrick Lamar zenéjéhez hasonlítható. Az albummal szerinte Tyler visszatért a raphez az Igor pophangzása után, bár megjegyezte, hogy Tyler „egyértelműen fényévekre van az első lemezeinek produceri munkájától.” Konstantinos Pappis (Our Culture Mag) az album dalairól azt mondta, hogy jellemző rájuk az a „filmszerű nagyszerűség és aprólékos hangszerelés, amely Tyler mostanában kiadott megjelenéseitől megszokhattunk.” Pappis megjegyezte, hogy a hangzás nagyon nosztalgikus, a Flower Boyhoz hasonlóan.
Craig Jenkins (Vulture) hasonlóan úgy gondolta, hogy a lemezzel Tyler visszalépett a „házsártos, nemtörődöm stílushoz és hozzáálláshoz, amely első projektjeire jellemző volt,” miközben bemutatta, „hogy azóta hogyan változott.” Jenkins kiemelte, hogy a Call Me If You Get Lost váltás volt „az Igor könnyed és kellemesebb esztétikájához képest, keményebb alapok és nyersebb rímek érdekében... a 2000-es és 2010-es évek eleje Gangsta Grillz mixtape-jeihez hasonlóan.” Chris Deville (Stereogum) szerint a Call Me If You Get Loston hallható több klasszikus hiphop album befolyása is, mint a The Marshall Mathers LP (2000) és a Tha Carter III (2008). Deville kiemelte az album „egyszerű nagyszerűsége” Kanye West pályafutásának első lemezeire hasonlít, illetve megemlítette, hogy nagyon sok hangmintát használ fel az 1990-es évekből.
Marcus Shorter (Consequence) megjegyezte, hogy az album második felét az öntudatosság dominálja, és hozzátette, hogy a romantika az egyik fontos témája: „Egy utazás, amely része a szívfájdalom, mert egyetlen Tyler, the Creator-album se teljes romantika nélkül.” Shorter kiemelte a Wilshire című dalt: „Néha képtelen befejezni szavait, egy szomorú történet egyes részeit szinte csak motyogja, úgy hangzik, mint valaki, aki még nem hajlandó elfogadni az igazságot. Egy albumon, amelyen Tyler szinte mindig elmondja, amit gondol, a Wilshire egy ritka pillanat, amikor lehet érezni, hogy visszatartja magát. Egy dal hosszára elbújik az egó, tovább homályosítva a különbséget a férfi, a személyiség és az alteregó között.”

## Megjelenés és népszerűsítés
2021. június 9-én megjelentek plakátok Los Angelesben, az albumot népszerűsítve, amelyet más nagyvárosok követtek világszerte. A plakátokon az volt olvasható, hogy: „Call Me If You Get Lost” és a +1 (855) 444-8888 telefonszám is feltűnt. A szám felhívásakor egy előre felvett beszélgetést játszott le Tyler és anyja között. A felvétel szerepel a lemezen is Momma Talk címen. Nem sokkal később megjelent egy weboldal is, amely a plakátokra és a telefonszámra hivatkozott. A felhívott számon lejátszott hangfelvétel később a Rise! egy részletére változott. Június 15-én Tyler önmaga is megosztotta a telefonszámot Twitteren, megerősítve a kampány kapcsolatát az előadóval.
2021. június 14-én Tyler megosztott egy dalrészletet a „Side Street” című videóban, amelyben egy kutyával a kezében áll, és csókolózik egy nővel. Megjelenik a végén Taco Bennett Odd Future-tag is. Tyler rendezte a videót alteregója, Wolf Haley nevén. Két nappal később megjelent a Lumberjack egy videóklippel együtt, amelyet szintén Wolf Haley rendezett, és feldolgozza a Gravediggaz 2 Cups of Blood című dalát.
Június 17-én Tyler hivatalosan is bejelentette az album címét és a megjelenés dátumát. Ezek mellett bemutatta a borítót is, illetve új ruhadarabokat a Golf Wang márkán keresztül. Június 22-én jelent meg a második kislemez WusYaName címen egy videóval együtt, amelyen közreműködött YoungBoy Never Broke Again és Ty Dolla Sign. Az 1990-es évek R&B-stílusának elemeit használja fel, feldolgozza az H-Town Back Seat (Wit No Sheets) dalát, és a Lumberjackkel ellentétben nagyon hasonlít az előadó közelmúltban kiadott lemezeihez. 2021. június 23-án ismét megjelent egy paródia előzetes az albumhoz „Brown Sugar Salmon” címen. A videóban Tyler szerepel Sir Baudelaire-ként, miközben egy vonaton próbál ételt rendelni.
Az album június 25-i megjelenése után kiadtak egy videóklipet a Juggernauthoz. Ugyan közreműködött rajta Lil Uzi Vert és Pharrell Williams, a videóban csak Tyler szerepel. Június 28-én jelent meg a Corso videóklipje. A videóban Tyler fellép egy születésnapon DJ Dramával. Július 8-án Tyler megjelentette a Lemonhead klipjét, amelyben nem szerepel 42 Dugg versszaka.

### The Estate Sale
2023. március 27-én Tyler bemutatta a Call Me If You Get Lost: The Estate Sale-t, amelyen olyan dalok szerepeltek, amiket a Call Me If You Get Lostra vett fel, de végül nem kaptak helyet a lemezen. Ezek közé tartozott a Dogtooth című kislemez, amely a bejelentés napján jelent meg egy videóklippel együtt. Tyler Twitteren azt írta, hogy a „Call Me If You Get Lost volt az első album, amihez sok olyan dal készült, amely végül nem került fel a végső kiadásra.” 2023. március 29-én megjelent egy újabb kislemez Sorry Not Sorry címen, egy videóval együtt. A The Estate Sale végül 2023. március 31-én jelent meg a Wharf Talk dal klipjével együtt.

### Turné
2021. augusztus 3-án Tyler bejelentette a Call Me If You Get Lost Tourtm, amely 2022. február 8-án kezdődött a phoenixi Footprint Centerben és 2022. augusztus 3-án ért véget a melbourne-i Rod Laver Arenában. Az észak-amerikai koncerteken Kali Uchis, Vince Staples és Teezo Touchdown voltak a nyitófellépők.

## Kritika
A Call Me If You Get Lostot méltatták a zenekritikusok, a Metacritic weboldalon, amely 100 pontból ad egy értékelést albumoknak szakértői vélemények alapján, 88-at kapott 20 kritika szerint. A hasonlóan működő AnyDecentMusic? 8,4/10-et adott neki.
Roisin O’Connor (The Independent) öt csillagot adott a lemeznek, azt írva, hogy úgy érződik, mintha „Tyler eddigi műveinek apoteózisa lenne.” Ezek mellett kiemelte a tökéletes átmeneteket a dalok között. A Clash méltatta, hogy Tyler nem volt hajlandó magát „egy zenei műfajba bezárni,” és kiemelte a Sweet / I Thought You Wanted to Dance-et és a Wilshire-t, mint a legjobb számok. David Smyth (Evening Standard) megemlítette az album változékony, „globális” hangzását, és azt írta, hogy „Tyler zenéje annyira megragadó, mint mindig.” Alexis Petridis (The Guardian) szerint az album „kaleidoszkópikus szintipopja, soul balladái és dzsessze magával ragad,” azt írva, hogy „nagyon sok időbe fog telni teljesen felfejteni, de az biztos, hogy a minősége nem fog romlani tőle.” Ryan Rosenberger, a The Line of Best Fit szakértője véleménye szerint „idővel meglátjuk, hogy ez az album hova fog kerülni Tyler, the Creator diszkográfiájában, de a Call Me If You Get Lost ismét egy emlékezete album Wolf Haleytől, egy ami még jobban bebetonozza magát, mint generációja egyik legjobb művésze.” Luke Morgan Britton (NME) szintén méltatta az albumot „az ikonoklasztázia szembeáll az eltörléskultúrával, saját botrányos múltjával, és a személyes növekedés folyamatával egy kaleidoszkópikus albumon, amely csak tovább bizonyítja nagyságát.” Paul A. Thompson (Pitchfork) szerint „Megadja neki a szabadságot, hogy hangzásával játszadozzon, hogy személyesen írjon vagy felhasználja torokhangját textúraként, hogy a legdurvább rapeket és a legfinomabb refréneket egy elrontott, elmebeteg kísérletként kezelje.” Wesley McLean (Exclaim!) azt írta kritikájában, hogy „Tyler ismét egy olyan projektet adott le, amely tovább feszíti zenéjének határait, miközben egyszerre eddigi összes művének a csúcspontja. Ismét egy lenyűgöző album egy előadótól, akinek uralma nem úgy tűnik, hogy hamar véget fog érni.”
Sofie Lindevall (Gigwise) azt mondta, hogy „hatodik albumával, a Call Me If You Get Losttal Tyler mindent ismét felforgat, egyik legdinamikusabb, legérdekesebb albumát hozzáadva diszkográfiájához.” Craig Jenkins (Vulture) azt javasolta a hallgatóknak, hogy „nézzenek mélyebben a Rolls-Royce-ok, gyönyörű hajók, és nemzetközi utazások részletes leírásaiba, túl az útlevelek legalább féltucat megemlítésén” és „egy szerelmes történetet” fognak találni. Matt Mitchell (Paste) 8,7/10-es értékelést adott az albumnak, legnagyobb sikerének azt nevezte, hogy „erősen emlékezteti a hallgatót, hogy az első kiadások egy előadó diszkográfiájában nem a múlt részei és nem szabad őket elfelejteni.” David Crone (AllMusic) kijelentette, hogy „Tyler zenéje folyamatosan növekvő paletták tákolmánya, és a CMIYGL az eddigi legkomplexebb.” Jeff Ihaza (Rolling Stone) szerint Tyler egyre érettebb lett: „napjaink leglenyűgözőbb rapzenéjét készíti.”

### Ranglisták
| Magazin              | Lista                                     | Helyezés | For.   |
| -------------------- | ----------------------------------------- | -------- | ------ |
| Billboard            | 2021 50 legjobb albuma                    | 2        | [ 42 ] |
| Complex              | 2021 legjobb albumai                      | 1        | [ 43 ] |
| Entertainment Weekly | 2021 10 legjobb (és 3 legrosszabb) albuma | 4        | [ 44 ] |
| Exclaim!             | 2021 50 legjobb albuma                    | 4        | [ 45 ] |
| The Guardian         | 2021 50 legjobb albuma                    | 5        | [ 46 ] |
| The New York Times   | Jon Pareles legjobb albumai 2021-ben      | 10       | [ 47 ] |
| The New York Times   | Jon Caramanica legjobb albumai 2021-ben   | 8        | [ 47 ] |
| The New York Times   | Lindsay Zoladz legjobb albumai 2021-ben   | 2        | [ 47 ] |
| NME                  | 2021 50 legjobb albuma                    | 5        | [ 48 ] |
| Paste                | 2021 50 legjobb albuma                    | 6        | [ 49 ] |
| Pitchfork            | 2021 50 legjobb albuma                    | 3        | [ 50 ] |
| Rolling Stone        | 2021 50 legjobb albuma                    | 4        | [ 51 ] |
| Rolling Stone        | 2021 20 legjobb hiphopalbuma              | 3        | [ 52 ] |
| Rolling Stone        | Minden idők 200 legjobb hiphopalbuma      | 46       | [ 53 ] |

## Díjak és jelölések
| Díjátadó           | Év   | Kategória        | Eredmény | For.   |
| ------------------ | ---- | ---------------- | -------- | ------ |
| BET Hip Hop Awards | 2021 | Az év albuma     | Elnyerte | [ 54 ] |
| BET Awards         | 2022 | Az év albuma     | Jelölve  | [ 55 ] |
| Grammy-díj         | 2022 | Legjobb rapalbum | Elnyerte | [ 56 ] |

## Számlista
Minden dal producere Tyler, the Creator, kivéve ahol az másképp van feltüntetve.
| Call Me If You Get Lost | Call Me If You Get Lost                                                            | Call Me If You Get Lost | Call Me If You Get Lost | Call Me If You Get Lost | Call Me If You Get Lost | Call Me If You Get Lost | Call Me If You Get Lost | Call Me If You Get Lost | Call Me If You Get Lost |
|                         | Cím                                                                                | Szerző(k) | Producer(ek)            | Hossz                   |                         |                         |                         |                         |                         |
| ----------------------- | ---------------------------------------------------------------------------------- | --- | ----------------------- | ----------------------- | ----------------------- | ----------------------- | ----------------------- | ----------------------- | ----------------------- |
| 1.                      | Sir Baudelaire (DJ Drama közreműködésével)                                         | Tyler Okonma Billy Cobham hm1                                                                                               |                         | 1:28                    |                         |                         |                         |                         |                         |
| 2.                      | Corso                                                                              | Okonma James Asher hm2 |                         | 2:26                    |                         |                         |                         |                         |                         |
| 3.                      | Lemonhead (42 Dugg közreműködésével)                                               | Okonma Dion Hayes |                         | 2:10                    |                         |                         |                         |                         |                         |
| 4.                      | WusYaName (YoungBoy Never Broke Again és Ty Dolla Sign közreműködésével)           | Okonma Kentrell Gaulden Tyrone Griffin Jr. Bishop Burrell, Sr. hm3 Delando Conner hm3 Solomon Conner hm3 Darryl Jackson hm3 |                         | 2:01                    |                         |                         |                         |                         |                         |
| 5.                      | Lumberjack                                                                         | Okonma Larry Willis hm4 Anthony Ian Berkeley hm4 Arnold Hamilton hm4 Paul Huston hm4 Robert Diggs hm4                       |                         | 2:18                    |                         |                         |                         |                         |                         |
| 6.                      | Hot Wind Blows (Lil Wayne közreműködésével)                                        | Okonma Dwayne Carter Jr. Henry Mancini hm5 Norman Gimbel hm5                                                                |                         | 2:35                    |                         |                         |                         |                         |                         |
| 7.                      | Massa                                                                              | Okonma |                         | 3:43                    |                         |                         |                         |                         |                         |
| 8.                      | RunItUp (Teezo Touchdown közreműködésével)                                         | Okonma Aaron Thomas |                         | 3:49                    |                         |                         |                         |                         |                         |
| 9.                      | Manifesto (Domo Genesis közreműködésével)                                          | Okonma Dominique Cole Barry White hm6                                                                                       |                         | 2:55                    |                         |                         |                         |                         |                         |
| 10.                     | Sweet / I Thought You Wanted to Dance (Brent Faiyaz és Fana Hues közreműködésével) | Okonma Christopher Wood Fana Hughes Fil Callender hm7                                                                       |                         | 9:48                    |                         |                         |                         |                         |                         |
| 11.                     | Momma Talk                                                                         | |                         | 1:10                    |                         |                         |                         |                         |                         |
| 12.                     | Rise! (Daisy World közreműködésével)                                               | Okonma Daisy Hamel-Buffa James Smith                                                                                        | Okonma Jamie xx         | 3:23                    |                         |                         |                         |                         |                         |
| 13.                     | Blessed                                                                            | Okonma |                         | 0:57                    |                         |                         |                         |                         |                         |
| 14.                     | Juggernaut (Lil Uzi Vert és Pharrell Williams közreműködésével)                    | Okonma Symere Woods Pharrell Williams                                                                                       |                         | 2:26                    |                         |                         |                         |                         |                         |
| 15.                     | Wilshire                                                                           | Okonma |                         | 8:35                    |                         |                         |                         |                         |                         |
| 16.                     | Safari                                                                             | Okonma Jahlil Gunter | Okonma Jay Versace      | 2:57                    |                         |                         |                         |                         |                         |
| 52:41                   |                                                                                    | |                         |                         |                         |                         |                         |                         |                         |

| CD-kiadás | CD-kiadás | CD-kiadás                                                                      | CD-kiadás | CD-kiadás | CD-kiadás | CD-kiadás | CD-kiadás | CD-kiadás | CD-kiadás |
|           | Cím       | Szerző(k)                                                                      | Hossz     |           |           |           |           |           |           |
| --------- | --------- | ------------------------------------------------------------------------------ | --------- | --------- | --------- | --------- | --------- | --------- | --------- |
| 16.       | Fishtail  | Okonma Alvin Worthy hm8 Amber Croskey hm8 Thomas Paladino hm8 Eliot Dubock hm8 | 3:25      |           |           |           |           |           |           |
| 53:09     |           |                                                                                |           |           |           |           |           |           |           |

| Call Me If You Get Lost: The Estate Sale | Call Me If You Get Lost: The Estate Sale                | Call Me If You Get Lost: The Estate Sale                                                                                  | Call Me If You Get Lost: The Estate Sale | Call Me If You Get Lost: The Estate Sale | Call Me If You Get Lost: The Estate Sale | Call Me If You Get Lost: The Estate Sale | Call Me If You Get Lost: The Estate Sale | Call Me If You Get Lost: The Estate Sale | Call Me If You Get Lost: The Estate Sale |
|                                          | Cím                                                     | Szerző(k) | Producer(ek)                             | Hossz                                    |                                          |                                          |                                          |                                          |                                          |
| ---------------------------------------- | ------------------------------------------------------- | --- | ---------------------------------------- | ---------------------------------------- | ---------------------------------------- | ---------------------------------------- | ---------------------------------------- | ---------------------------------------- | ---------------------------------------- |
| 17.                                      | Everything Must Go                                      | Okonma |                                          | 0:28                                     |                                          |                                          |                                          |                                          |                                          |
| 18.                                      | Stuntman (Vince Staples közreműködésével)               | Okonma Vincent Staples |                                          | 3:20                                     |                                          |                                          |                                          |                                          |                                          |
| 19.                                      | What a Day                                              | Okonma Michał Urbaniak hm9 Otis Jackson                                                                                   | Madlib                                   | 3:37                                     |                                          |                                          |                                          |                                          |                                          |
| 20.                                      | Wharf Talk (ASAP Rocky közreműködésével)                | Okonma Rakim Mayers |                                          | 3:24                                     |                                          |                                          |                                          |                                          |                                          |
| 21.                                      | Dogtooth                                                | Okonma |                                          | 2:41                                     |                                          |                                          |                                          |                                          |                                          |
| 22.                                      | Heaven to Me                                            | Okonma Alexandra Brown hm10 Jessyca Wilson hm10 John Stephens hm10 Kanye West hm10 Milton Bland hm10 Vaughn Stephens hm10 |                                          | 3:51                                     |                                          |                                          |                                          |                                          |                                          |
| 23.                                      | Boyfriend, Girlfriend (2020 Demo) (YG közreműködésével) | Okonma Cecil Lyde hm11 Keenon Jackson                                                                                     |                                          | 3:24                                     |                                          |                                          |                                          |                                          |                                          |
| 24.                                      | Sorry Not Sorry                                         | Okonma Franchone Shells hm12 Lucille White hm12                                                                           |                                          | 3:26                                     |                                          |                                          |                                          |                                          |                                          |
| 77:02                                    |                                                         | |                                          |                                          |                                          |                                          |                                          |                                          |                                          |

Jegyzetek
- Minden dalcím nagybetűkkel stilizálva.
- A Lemonheaden megjelenik Frank Ocean jelöletlen közreműködőként.[58]
- A Safari nem szerepel a CD-kiadáson.

Hangminták
- hm1 Sir Baudelaire: Siesta, szerezte és előadta: Billy Cobham; Michael Irvin (jelöletlen), előadta: Westside Gunn.[59]
- hm2 Corso: Oriental Workload, szerezte és előadta: James Asher.
- hm3 WusYaName: Back Seat (Wit No Sheets), szerezte: Bishop Burrell Sr., Solomon Conner, Delando Conner és Darryl Jackson, előadta: H-Town.
- hm4 Lumberjack: Inner Crisis, szerezte és előadta: Larry Willis; 2 Cups of Blood, szerezte: Anthony Ian Berkeley, Arnold Hamilton, Paul Huston és Robert Diggs, előadta: Gravediggaz; Hihache, előadta: Lafayette Afro Rock Band.
- hm5 Hot Wind Blows: Slow Hot Wind, szerezte: Henry Mancini és Norman Gimbel, előadta: Penny Goodwin.
- Massa: If It’s in You to do Wrong, előadta: The Impressions.
- hm6 Manifesto: I’m Gonna Love You Just a Little More Babe, szerezte: Barry White, előadta: Jimmy Smith.
- hm7 Sweet / I Thought You Wanted to Dance: Is Anyone There?, előadta: Hookfoot; Baby My Love, szerezte: Fil Callender, előadta: The In Crowd és Jah Stitch.
- Safari: Farewell My Love, szerezte: Marvin Redding, előadta: Ebony Expressions.
- hm8 Fishtail: Lessie, szerezte: Alvin Worthy, Amber Croskey, Thomas Paladino és Eliot Dubock, előadta: Westside Gunn.
- hm9 What a Day: A Day in the Park, szerezte és előadta: Michał Urbaniak.
- hm10 Heaven to Me: Heaven, szerezte: Alexandra Brown, Jessyca Wilson, John Stephens, Kanye West és Vaughn Stephens, előadta: John Legend. A Heaven felhasználja a Heaven Only Knows dal részleteit, szerezte és előadta: Monk Higgins.
- hm11 Boyfriend, Girlfriend (2020 Demo): Happy Feeling, szerezte és előadta: Cecil Lyde.
- hm12 Sorry Not Sorry: He Made You Mine, szerezte: Franchone Shells és Lucille White, előadta: Brighter Side of Darkness.

## Közreműködők
Az albumjegyzetek alapján.

### Zenészek
- Fabian Chavez – fuvola (1, 6, 7, 11, 16)
- Devon Wilson – további vokál (2)
- Lionel Boyce – további vokál (2, 5)
- Vic Wainstein – további vokál (2)
- Domo Genesis – további vokál (5)
- Travis Bennett – további vokál (5)
- DJ Drama – házigazda

### Producer és hangmérnök
- Tyler, the Creator – producer (összes), felvételek (1–5, 7–8, 12–13, 16), executive producer
- Jamie xx – producer (12)
- Jay Versace – producer (16)
- Madlib – producer (19)
- Vic Wainstein – felvételek (2–9, 12–16)
- Jason Goldberg – felvételek (4)
- Mike Larson – felvételek (14)
- Gregory Scott – asszisztens (2, 15)
- Ben Fletcher – asszisztens (3–5)
- Bobby Mota – asszisztens (4, 9)
- Jonathan Pfarr – asszisztens (4, 9)
- Josh Sellers – asszisztens (6)
- Robert N. Johnson – asszisztens (7, 16)
- Sam Morton – asszisztens (12)
- Neal H Pogue – keverés
- Zachary Acosta – keverési asszisztens
- Mike Bozzi – maszterelés

### Borító
- Darren Vongphakdy – művészeti igazgató
- Wolf Haley – művészeti igazgató
- Luis Perez – fényképész

## Slágerlisták és kereskedelmi teljesítmény
A Call Me If You Get Lost a Billboard 200 első helyén debütált, 169 ezer eladott albummal egyenértékű egységgel (amelyből 55 ezer volt tiszta eladás) első hetében. Tyler sorozatban és összesen második listavezető albuma lett az Igor után, első hetében 152,96 milliószor hallgatták meg dalait. Két hetet töltött az első helyen, a második alkalommal 2022 áprilisában került az élre, miután hanglemezként is kiadták. A 49 ezer eladott darabbal minden idők legtöbb hanglemez-példányban elkelt hiphopalbuma. 2022. február 22-én az album arany minősítést kapott az Amerikai Hanglemezgyártók Szövetségétől, majd 2023 áprilisában platinalemez lett, egy millió eladott példányért. A Call Me If You Get Lost az első és egyetlen lemez, amely három különböző évben is vezette a Top R&B/Hip-Hop Albums slágerlistát. Először 2021 júliusában az eredeti kiadáskor, majd 2022 áprilisában a hanglemezek megjelenése után és végül 2023 áprilisában a The Estate Sale kiadása után

Az album három dala szerepelt a Billboard Hot 100-on, a WusYaName az első húsz helyet is elérte.
| Slágerlista (2021–2024)                       | Legmagasabb pozíció |
| --------------------------------------------- | ------------------- |
| Ausztrália (ARIA Top 50 Albums)               | 2                   |
| Ausztria (Ö3 Austria Top 40)                  | 6                   |
| Belgium (Ultratop Flandria)                   | 5                   |
| Belgium (Ultratop Vallónia)                   | 8                   |
| Kanada (Billboard Canadian Albums Chart)      | 3                   |
| Dánia (Hitlisten Album Top 40)                | 3                   |
| Hollandia (Dutch Charts Album Top 100)        | 4                   |
| Finnország (Musiikkituottajat Albumit Top 50) | 7                   |
| Franciaország (SNEP Album Top 100)            | 32                  |
| Németország (Offizielle Top 100)              | 10                  |
| Görögország (IFPI Greece)                     | 58                  |
| Magyarország (Mahasz)                         | 29                  |
| Írország (IRMA)                               | 3                   |
| Olaszország (FIMI Album Top 20)               | 32                  |
| Litvánia (AGATA)                              | 3                   |
| Új-Zéland (Recorded Music NZ Top 40 Albums)   | 2                   |
| Norvégia (VG-lista Album Top 40)              | 4                   |
| Lengyelország (ZPAV Album Top 50)             | 45                  |
| Portugália (AFP Top 30 Albums)                | 4                   |
| Egyesült Királyság (Scottish Albums)          | 13                  |
| Spanyolország (PROMUSICAE Top 100 Álbumes)    | 20                  |
| Svédország (Sverigetopplistan Top 60 Albums)  | 10                  |
| Svájc (Schweizer Hitparade Top 100 Albums)    | 4                   |
| Egyesült Királyság (UK Albums Chart)          | 4                   |
| Egyesült Királyság (UK R&B Albums)            | 2                   |
| USA Billboard 200                             | 1                   |
| USA Top R&B/Hip-Hop Albums (Billboard)        | 1                   |

| Slágerlista (2021)                     | Pozíció |
| -------------------------------------- | ------- |
| USA Billboard 200                      | 111     |
| USA Top R&B/Hip-Hop Albums (Billboard) | 49      |
| Slágerlista (2022)                     | Pozíció |
| Ausztrália (ARIA)                      | 96      |
| USA Billboard 200                      | 112     |
| USA Top R&B/Hip-Hop Albums (Billboard) | 71      |
| Slágerlista (2023)                     | Pozíció |
| USA Billboard 200                      | 57      |
| USA Top R&B/Hip-Hop Albums (Billboard) | 41      |

## Minősítések
| Régió                                                            | Minősítés | Eladott példányszám |
| ---------------------------------------------------------------- | --------- | ------------------- |
| Dánia (IFPI Denmark)                                             | arany     | 10 000‡             |
| Egyesült Államok (RIAA)                                          | platina   | 1 000 000‡          |
| Egyesült Királyság (BPI)                                         | arany     | 100 000‡            |
| Franciaország (SNEP)                                             | arany     | 50 000‡             |
| Kanada (Music Canada)                                            | arany     | 40 000‡             |
| Lengyelország (ZPAV)                                             | arany     | 10 000‡             |
| Új-Zéland (RMNZ)                                                 | arany     | 7 500‡              |
| ‡ Eladási+streaming példányszámok kizárólag a minősítés alapján. |           |                     |